# Paphiopedilum thaianum
Paphiopedilum thaianum är en orkidéart som beskrevs av Iamwir. Paphiopedilum thaianum ingår i släktet Paphiopedilum och familjen orkidéer.
Artens utbredningsområde är Thailand. Inga underarter finns listade i Catalogue of Life.

## Bildgalleri

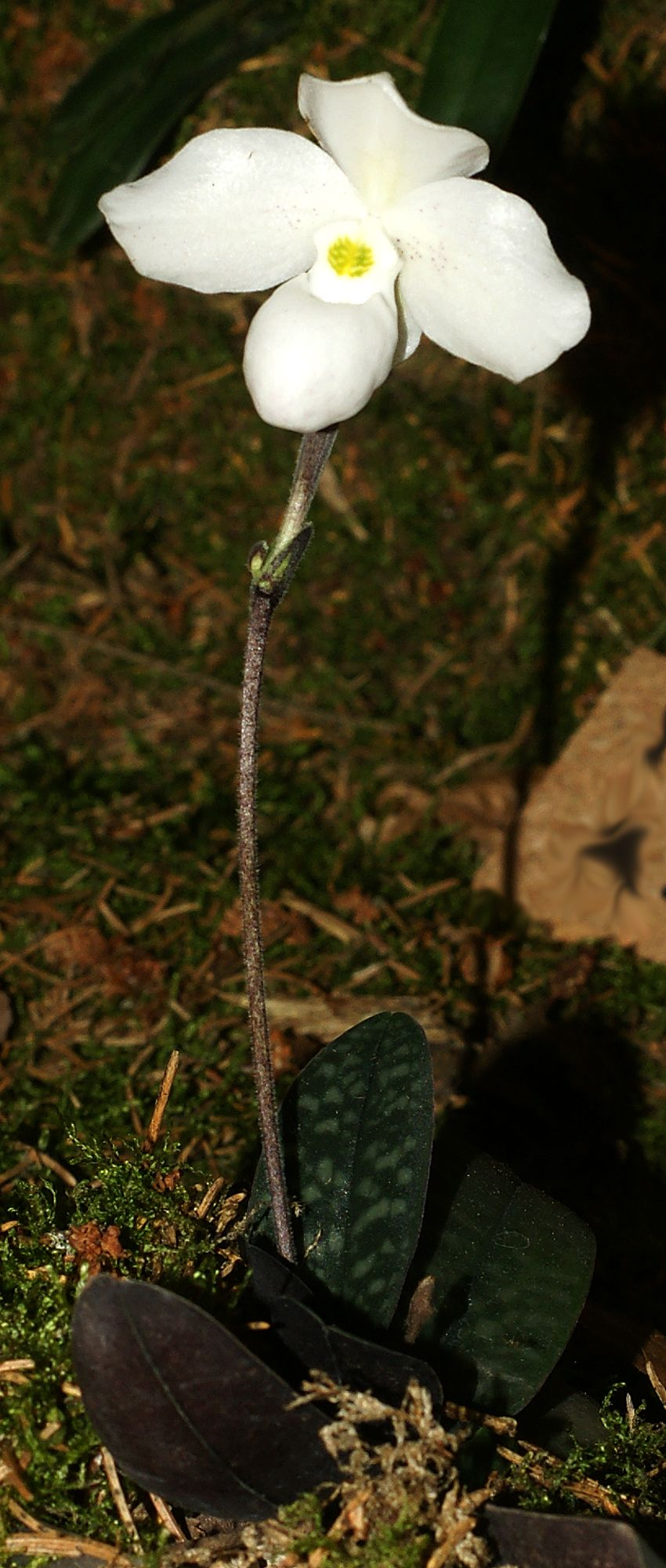